# Síndrome de Balint
La síndrome de Balint és una condició neuropatològica causada per danys en la regió parieto-occipitals del cervell, que altera la percepció visual del subjecte. Les zones que es troben afectades són: la circumval·lació angular, la zona dorsolateral del lòbul occipital i freqüentment el lòbul parietal superior. Deu el seu nom al metge hongarès Rezsö Balint, que va poder confirmar en una autòpsia els símptomes que havia estudiat i investigat amb anterioritat en un dels seus pacients.
Les alteracions en la percepció visual del subjecte es poden qualificar per una manca de precisió en la percepció dels objectes i la impossibilitat de localitzar-los en l'espai correctament, fet que causa confusions, i amb intents d'agafar un objecte sense aconseguir-ho Aquestes alteracions poden arribar a dificultar i fins i tot impedir l'ús adaptatiu del sistema visual, accentuant l'atàxia òptica, apràxia oculomotora, problemes de percepció i dificultats relacionades, com ara una agnòsia visual. Aquestes complicacions de la percepció poden dificultar la vida quotidiana, per la pèrdua considerable de funcionalitat.

## Classificació simptomàtica
Els símptomes de la síndrome de Balint són de tres tipus:
1. La impossibilitat de processar les imatges com un conjunt. El pacient que el pateix pot veure una persona que es troba a prop seu però no sabrà si es troba al seu costat o uns metres més enllà, ja que no podrà veure la imatge en el seu conjunt sinó cada una de les seves parts per separat.
2. Problemes per coordinar els moviments dels braços d'acord amb el que s’està veient. El pacient només podrà agafar amb la mà un objecte que està veient després de molts intents, perquè els ulls i les mans no estan coordinats.
3. Problemes per moure els ulls.

## Etiologia
La síndrome de Balint és causada per lesions bilaterals a l'escorça parietal o parietooccipital. Les àrees afectades són la circumvolució angular, l’àrea dorsolateral del lòbul occipital i el precuni, al lòbul parietal superior. Una aturada cardíaca o alguns tumors, com el glioma en forma de papallona, també poden ser causa d’aquest síndrome. En general, és causat per lesions bilaterals aproximadament simètriques.

## Quadre clínic
Els símptomes de la Síndrome de Balint afecten molt al pacient perquè danyen les habilitats visuoespacials, l'escaneig visual i els mecanismes d'atenció. No s’ha de confondre amb la incapacitat del pacient per complir amb les expectatives de progrés en qualsevol d’aquestes àrees de símptomes.
Aquesta síndrome està caracteritzada per tres símptomes principals, que poden presentar-se a la vegada.
En primer lloc, l'apràxia oculomotora, definida com una incapacitat a l'hora de canviar el focus d'atenció visual. La mirada del pacient no pot dirigir-se cap als objectes de l'espai, es manté fixa en un punt i la seva visió queda limitada al seu camp visual en cada moment. El pacient que la pateix mostra una mirada perduda.
En segon lloc, l'atàxia òptica, una alteració en la coordinació oculomanual voluntària. En aquest cas, el pacient, en intentar agafar un objecte visualitzat, dirigeix malament les seves mans.
En tercer lloc, la simultagnòsia, un trastorn de l'atenció visual en què la percepció d'escenes i objectes està dispersa. S'ha suggerit que aquest trastorn està relacionat amb un dèficit d'atenció, però no és clar si aquest tipus de defecte es basa en els objectes o en l'espai.

### Manifestacions
Alguns dels signes que indiquen una possible síndrome de Balint després de patir dany cerebral bilaterals són:
1. Limitació del camp visual. (es poden percebre únicament els estímuls presentats de 35 a 40°). No es pot fixar la mirada en un estímul visual concret (apràxia òptica).
2. El pacient no és capaç d'agafar un objecte, encara que se centri en ell, de manera que intenta agafar-ne un que no existeix o intenta menjar amb una cullera, però no sap portar-la a la boca, tot i que ho pugui aconseguir finalment per assaig i error (atàxia òptica).
3. Només pot percebre un objecte a la vegada, pot veure el fons i no l'objecte que hi ha o al revés, pot veure l'objecte, però no el fons.(simultagnòsia)

## Comorbiditat
Les persones que pateixen d'aquesta síndrome, tenen tendència a patir altres alteracions neuropsicològiques. Algunes d'aquestes són les alteracions per percebre la profunditat, l'heminegligència espaial o l'alteració de la percepció del moviment. A més, les alteracions visuoespacials solen tenir comorbiditat amb algunes afectacions cognitives de l'atenció, memòria episòdica o de treball o a les funcions executives. En molts casos, la degeneració cerebral típica de les primeres etapes d'alzheimer és diagnosticada clínicament com a síndrome de Balint.

## Tractament
Per ara, la cura de la síndrome de Balint no és possible. Tanmateix, es pot aconseguir una certa recuperació, que dependrà del dany cerebral de cadascú i del seguiment terapèutic que es faci. La finalitat principal del tractament és recuperar (o com a mínim, millorar) les habilitats perdudes mitjançant la rehabilitació. La tècnica que s'utilitza més sovint és la teràpia ocupacional en la qual, a més de potenciar les habilitats i disminuir els símptomes del pacient, també es pot accedir a assessorament psicològic. Un cop identificades les habilitats afectades per la síndrome, les noves tecnologies poden ser de gran ajuda per potenciar la rehabilitació. Qualsevol que sigui el mètode que s'apliqui, hi ha disponibles diverses variacions de cada tasca per adaptar-se a la dificultat idònia pel pacient.
No es pot negligir, però, el tractament psicopatològic als pacients. Aquests problemes són causats principalment per la pèrdua de certes habilitats que abans realitzaven amb facilitat i formaven part del seu dia a dia. La nova dependència sol derivar en alteracions afectives com ara trastorns depressius o d'ansietat, el nivell dels quals varia segons l'individu.
Davant la teràpia tradicional, les noves tecnologies tenen diversos avantatges com són:
- Economitza l'espai, si s'utilitza un ordinador o una tauleta, tot allò que es necessiti està concentrat en un sol lloc, la qual és més convenient, i no cal tenir dotzenes de cartolines ni formes geomètriques.

- Accessibilitat, no són necessaris programes amb complexa configuració ni de pagament. A moltes tasques, només és necessari qualsevol programa de dibuix com podria ser el Microsoft Paint.

A més de la classificació general entre teràpia tradicional o noves tecnologies, per tractar al pacient de manera òptima cal fixar-se en quines tasques i activitats són millors per tractar segons quines alteracions.

### Tractaments per a la falta d'atenció
En aquest cas existeixen tasques tant en l'àmbit tradicional com en el tecnològic. El darrer és més eficaç, ja que és més interactiu i canviant. A més d'activitats exclusivament pedagògiques, molts jocs en què el pacient ha de fixar i mantenir la mirada i l'atenció en un sol estímul en moviment són també eficaços. Algunes activitats són:
- Als pacients se'ls presenta una cartolina/diapositiva monocromàtica on hi haurà diversos números desordenats. Se li demana que, seguint una determinada direcció, assenyali cada cop que torni a trobar el primer número de la cartolina/diapositiva. Es poden substituir els nombres amb formes geomètriques o lletres. Una variació per fer la tasca més fàcil seria marcar tots els «primers números» d'un color diferent dels altres per tal que destaquin més.[9]
- L'alteració del canvi d'atenció pot ser tractada amb jocs com el solitari o programes on el pacient hagi d'executar respostes als estímuls visuals que s'exposin.[5]
- El seguiment d'un objecte que es mou, com per exemple un cotxe en una pista de carreres.[5]
- Mostrar papers de molts colors de manera que el pacient els hagi de separar per colors mentre se li van ensenyant.[5]
- Mostrar papers de diferents formes geomètriques i que el pacient els separi per la seva forma.[5]Exemple de tasca per pacients amb síndrome de Balint

Exemple de tasca per pacients amb síndrome de Balint

- En un document o full s'assigna a cada número un punt i es demana als pacients que uneixin els punts en ordre ascendent per tal que es defineixi un dibuix.[5]
- Construcció de plantilles amb estímuls visuals geomètrics. El pacient veu dibuixos fets amb formes geomètriques (sense que formi cap objecte identificable) i les haurà de copiar. El terapeuta anirà retirant i tornant a presentar la imatge segons convingui.[5]

Aquest tipus de tasques i altres de similars poden ajudar en la detecció de l'heminegligència (en cas que n'hi hagi).

### Tractaments pel seguiment del moviment
- Llençar objectes i seguir la seva trajectòria fins que arriba al terra.
- Seguir amb la mirada carreres, circuits, etc. (en aquest cas aporten molt els jocs interactius com els de carreres de cotxes).[5]

### Tractaments pera la percepció de la profunditat i discriminació figura–fons
- Presentació d'imatges (sigui físicament o digitalment) on se simulen les tres dimensions i es pregunta al pacient per la posició dels objectes entre ells.[5]
- Presentació d'imatges (sigui físicament o digitalment) en les quals hi ha objectes ocults que haurà de trobar.[5]

### Tractaments per a l'atàxia òptica
- Jocs que prioritzin la focalització en un objecte com ara jocs de tir a diana, a una cistella o a una porteria.[5]
- Entregar-li un text que hagi de transcriure a l'ordinador, amb un programa de text, per exemple. L'acció de transcriure i llegir fa que hi hagi moviments sacàdics.[5]
- Exposar-li diferents obres d'art de les quals hagi de fer un comentari.[5]